# الکساندر (ویرجینیای غربی)
الکساندر، غرب ویرجینیا (به انگلیسی: Alexander, West Virginia) یک منطقهٔ مسکونی در ایالات متحده آمریکا است که در ویرجینیای غربی واقع شده‌است.

## خصوصیات
الکساندر ۵۶۳٫۸۹ متر بالاتر از سطح دریا واقع شده‌است.